# Automeris averna
Automeris averna är en fjärilsart som beskrevs av Druce 1886. Automeris averna ingår i släktet Automeris och familjen påfågelsspinnare. Inga underarter finns listade i Catalogue of Life.